# چرخند (فیلم ۱۹۹۶)
چرخند (انگلیسی: The Cyclone) فیلمی ایتالیایی در سبک کمدی رمانتیک است که در سال ۱۹۹۶ منتشر شد. از بازیگران آن می‌توان به آلساندرو هابر و ماریو مونیچلی اشاره کرد.